# Saalesparkasse

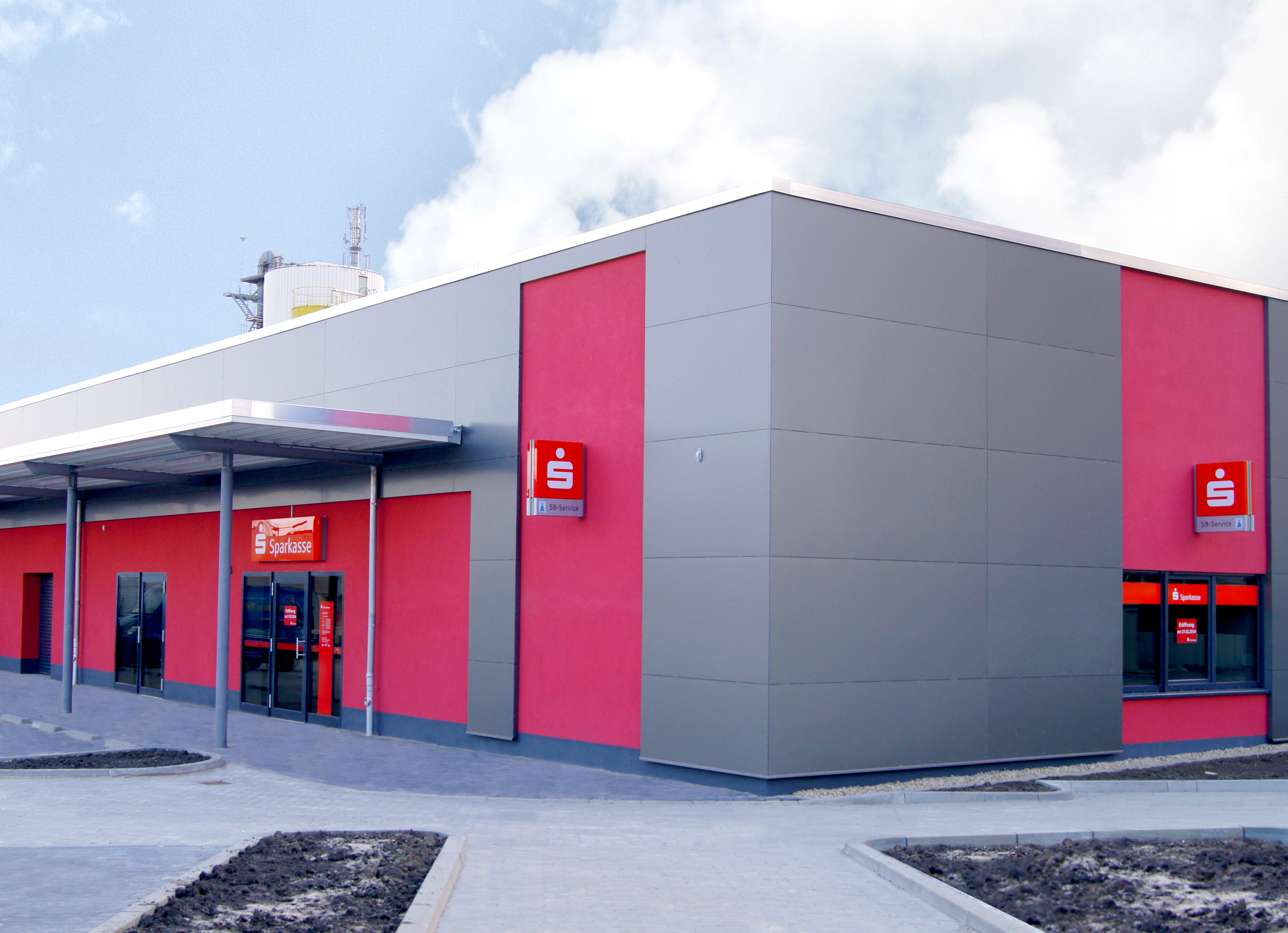
Filiale Berliner Straße der Saalesparkasse in Halle

Die Saalesparkasse mit Sitz in Halle (Saale) ist die Sparkasse des Saalekreises und der Stadt Halle (Saale) in Sachsen-Anhalt. Sie ist in gemeinsamer Trägerschaft des Landkreises und der Stadt und Mitglied des Ostdeutschen Sparkassen- und Giroverbandes.

## Organisationsstruktur
Die Saalesparkasse ist eine Anstalt des öffentlichen Rechts. Rechtsgrundlagen sind das Sparkassengesetz für Sachsen-Anhalt und die durch den Verwaltungsrat der Sparkasse erlassene Satzung. Organe der Sparkasse sind der Vorstand und der Verwaltungsrat.

## Geschäftsausrichtung
Die Saalesparkasse ist die größte Sparkasse in Sachsen-Anhalt und Marktführer in ihrem Geschäftsgebiet.
Die Saalesparkasse wies im Geschäftsjahr 2023 eine Bilanzsumme von 6,481 Mrd. Euro aus und verfügte über Kundeneinlagen von 5,216 Mrd. Euro. Gemäß der Sparkassenrangliste 2023 liegt sie nach Bilanzsumme auf Rang 60. Sie unterhält 55 Filialen/Selbstbedienungsstandorte und beschäftigt 676 Mitarbeiter.
Im Verbundgeschäft arbeitet sie u. a. mit der Landesbausparkasse Ost und der ÖSA zusammen.

## Geschichte

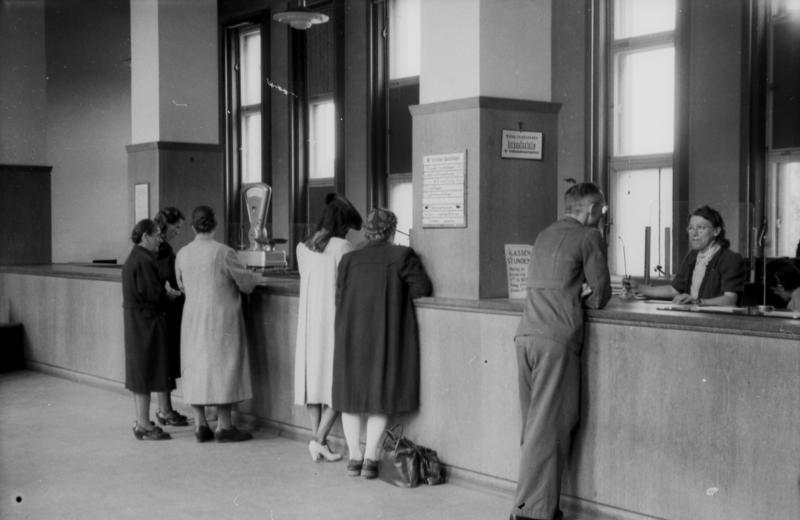
Bank- und Sparkassenbetrieb in Halle am 24. Juni 1948 nach der Währungsreform.

Die Saalesparkasse entstand am 31. Dezember 2007 durch Fusion der Stadt- und Saalkreissparkasse Halle mit der Kreissparkasse Merseburg-Querfurt. Die Vorgängerinstitute entstanden jeweils 1952 im Rahmen der Reorganisation der Sparkassen in der DDR. Die erste Sparkasse in der Stadt Halle (Saale) wurde 1819 als Hallesche Sparkassen-Gesellschaft gegründet.
Das Geschäftsgebiet der Saalesparkasse umfasst etwa 1.570 km² – in der Stadt Halle (Saale) und dem Landkreis Saalekreis – mit knapp 430.000 Einwohnern. Mit etwa 256.000 Kunden ist die Saalesparkasse ein wichtiger Finanzpartner in der Region. Mit aktuell 47 Filialen, 37 SB-Stellen und zwei mobilen Filialen beraten die rund 780 Mitarbeiter an über 60 Standorten zu vielen Finanz- und Wirtschaftsfragen.
In den Jahren von 2010 bis 2015 sowie von 2017 bis 2019 wurde die Saalesparkasse im CityContest, bei dem die Beratungsqualität im Privatkundengeschäft getestet wurde, jeweils mit dem ersten Platz ausgezeichnet. Dafür erhielt sie 2019 das Prädikat „10 Jahres Sieger“. Der CityContest wird vom Institut für Vermögensaufbau in München (IVA) und dem Magazin Focus Money ausgerichtet.